# St. Andreas (Hullern)

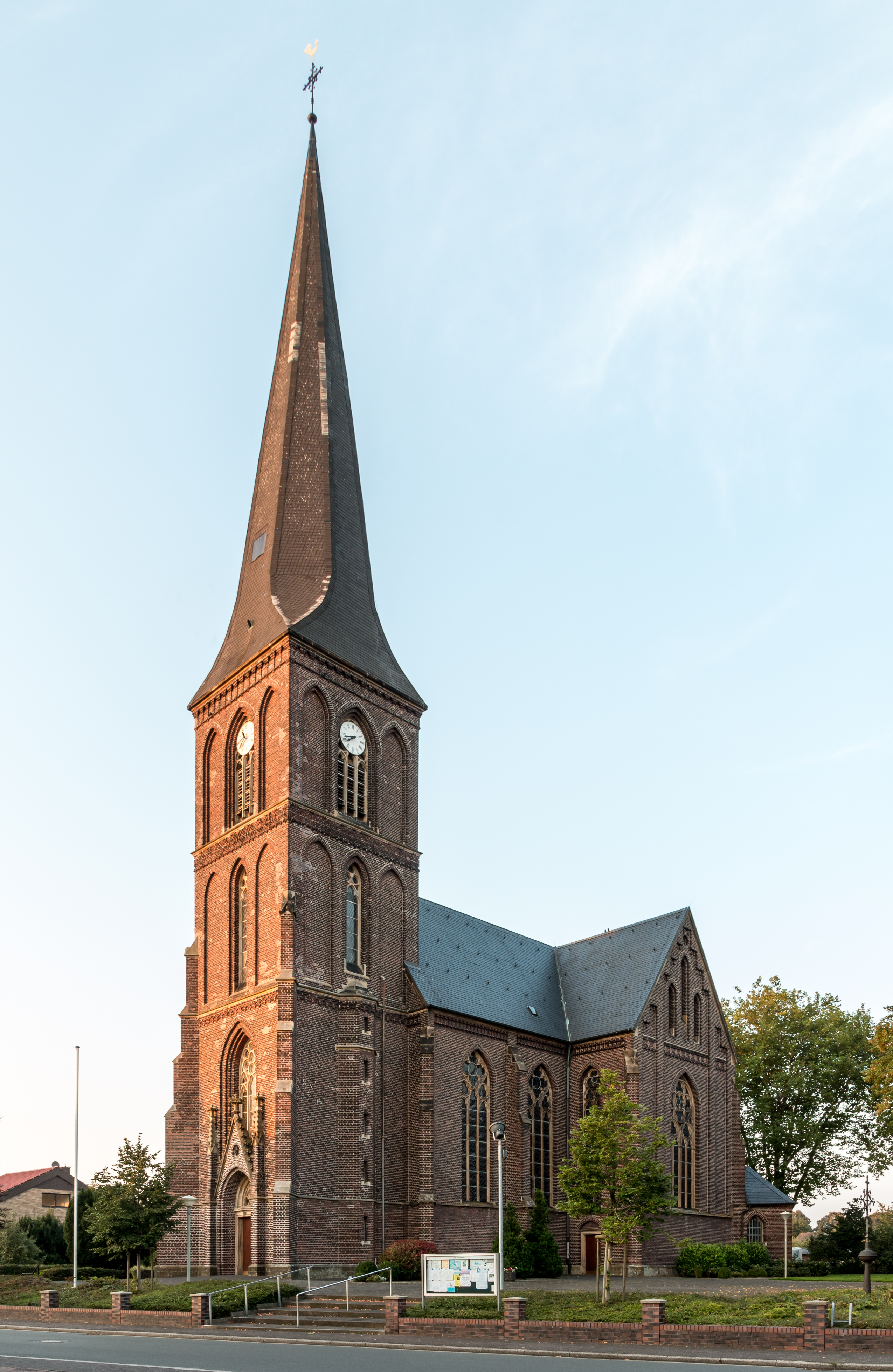
St. Andreas

Die römisch-katholische Pfarrkirche St. Andreas ist ein denkmalgeschütztes Kirchengebäude in Hullern, einem Ortsteil der Stadt Haltern am See im Kreis Recklinghausen (Nordrhein-Westfalen). Sie gehört zur Pfarrei St. Sixtus Haltern am See im Kreisdekanat Recklinghausen des Bistums Münster.

## Geschichte und Architektur
Die Gemeinde wurde erstmals 1313 als Pfarre erwähnt. Gründer der Kirche waren wohl die Herren von Lüdinghausen, nach deren Aussterben hatte der Bischof das Kollationsrecht.
Das heutige Gebäude wurde von 1895 bis 1897 von dem Münsteraner Architekten Wilhelm Rincklake in neugotischer Bauweise errichtet.
Zwei Bildtafeln mit den Motiven der Geburt Christi und der Handwaschung des Pilatus sind dem Meister von Cappenberg, Jan Baegert zugeschrieben. Sie stammen vom Anfang des 16. Jahrhunderts.
In der Kirche feiern sowohl die katholische als auch die evangelische Gemeinde ihre Gottesdienste.

## Orgel
Die Orgel wurde 1979 von der Orgelbaufirma Eule Orgelbau (Bautzen) erbaut. Das Instrument hat 17 Register auf zwei Manualen und Pedal. Die Trakturen sind mechanisch.
| I Hauptwerk C–f3 |                |       |
| 1.               | Principal      | 8′    |
| 2.               | Rohrflöte      | 8′    |
| 3.               | Oktave         | 4′    |
| 4.               | Gedacktflöte   | 4′    |
| 5.               | Waldflöte      | 2′    |
| 6.               | Sesquialter II | 2 ⁄3′ |
| 7.               | Mixtur IV      | 1 ⁄3′ |

| II Schwellwerk C–f3 |              |       |
| 8.                  | Gedackt      | 8′    |
| 9.                  | Blockflöte   | 4′    |
| 10.                 | Oktave       | 2′    |
| 11.                 | Quintflöte   | 1 ⁄3′ |
| 12.                 | Zimbel III   |       |
| 13.                 | Rohrschalmei | 8′    |

| Pedal C–f1 |            |     |
| 14.        | Subbass    | 16′ |
| 15.        | Oktavbass  | 8′  |
| 16.        | Piffaro II |     |
| 17.        | Fagott     | 16′ |

- Koppeln: II/I, I/P, II/P